# Đảo Yuzhny
Yuzhny (tiếng Nga: Южный) là đảo phía nam của quần đảo Novaya Zemlya, nằm ở phía bắc đại lục nước Nga. Đảo có diện tích 33.275 kilômét vuông (12.800 dặm vuông Anh), nhỏ hơn Severny, và là một trong các đảo lớn nhất thế giới.
Đảo nguyên là nơi sinh sống của người Nenets, dân cư trên đảo phần lớn đã được di tản trong thập niên 1950 để mở đường cho các vụ thử hạt nhân.
Đảo Yuzhny được biết đến vì có nhiều cá thể chim biển. Thảm thực vật trên đảo phần lớn là lãnh nguyên.